# 自贡历史
自贡历史悠久，因盐建镇、置县、设市。自贡是由自流井和贡井组成的双子城域，而建市前，自、贡分别归属富顺县和荣县。自贡以盛产井盐闻名，自古素有“盐都”之称。自贡有文字可考的井盐生产发端于东汉僚人活动时期，经魏晋南北朝“僚人入蜀”后渐具规模（城镇亦正式形成），闻名于唐宋，鼎盛于清末民初。太平天国时期及抗日战争期间，两度川盐济楚，说明了以自贡盐业为主的川盐在中国的重要性。

## 北周以前
远古时期，自贡东、西部分属巴国和蜀国，荣县归蜀、富顺归巴，但实际上自贡并未得到两国的有效治理，仍属于化外之地。
自贡历史文明的滥觞源于庸国盐业文明的徙入。公元前611年，庸国为楚庄王联合秦国、巴国所灭，而庸国被楚国灭的主要原因之一就是其占据了巫溪宝源山盐泉，籍以控秦。于是，掌握了盐业开采技术的庸国后裔追寻着盐资源从云梦泽（长江三峡腹地）南迁，融入到华夏人、巴人、濮人、僰人、僚人等族群中，形成了自贡最早的原住民族，被华夏人统称为“僚夷”或“土僚”。煮泉盐、岩盐的技术也在传入自贡的过程中不断发展。
秦昭襄王二十二年（前285年），诛蜀侯绾，国废，改立郡，是为蜀设郡之始。荣县为蜀郡辖区。秦惠王时期，在巴郡的雒水（沱江古称）下游西岸今富顺境内设金川祠和金川驿，得名于雒水的别称，“亦谓之釡川，则以其盘绕县治，有若釡形然”,“南距戎泸，北走普资”，交通位置十分显要。
这个时期，秦国南方的夜郎国逐渐发展壮大，其疆域北境到达自贡市之南。时自贡市境东属巴郡，西属蜀郡，南属夜郎国，主要处于僚人（夜郎主体民族之一）的活动范围。考古专家在贡井区、沿滩区及周边地区发现大量秦汉时期崖墓，符合僚人的丧葬习俗。
秦朝统一中国后，为了有效地控制夜郎、百越等地，秦始皇修筑了通往西南夷的五尺道。当时五尺道的起点就大致位于巴郡、蜀郡和夜郎国三地交汇处，即今自贡市邓关镇地域附近。五尺道后来扩展为南方丝绸之路、茶马古道或盐马古道，成为自贡进行对外贸易的重要商路。
漢高祖六年（前201年），分割巴、蜀置廣漢郡，包含了今自貢。汉武帝建元六年（前135年），分廣漢郡南部及新征夜郎國北部置犍为郡。“犍为”得名于山的名称。犍为郡领江阳、南安、武阳、资中、符、南广、汉阳、朱堤、堂琅等县，富顺归为江阳县、荣县（此时包括自流井、贡井）属南安县。西汉时期，自贡地方冶铁业的发展为后来的盐业开采打下了基础。考古学家已经在曹家坪水库下游的东北坡地上发现了铁炉嘴冶铁遗址，年代查勘为西汉。
东汉章帝时期（公元75年－88年）开凿的富世盐井为自贡盐业历史的起点。在犍为郡管辖时期，由于铁器的普遍使用，手工、冶炼业的发展，自贡的雒水（即今沱江）之滨（今富顺县城关镇）掘出了一口盐井，相传是僚人领袖梅泽在今富顺境内打猎时发现的。。于是自贡地区开始生产井盐，并逐渐因盐业兴盛起来。因此，梅泽被人们尊称为自贡盐业始祖和盐井之神。东汉时，崔骃在其《博徒论》中也有提到。
蜀汉时期政府对制盐业十分重视，诸葛亮甚至亲自到盐井煮盐，盐业成为蜀国军事的支柱。由于盐业逐步发展，建安十八年（213年），益州牧刘璋又从犍为郡中分设江阳郡，将南安县东境部分地区（大致是自贡市区）划设江阳郡。荣县境仍属南安县。
晋武帝太康元年（280年），今富顺境内的盐井在当时出盐最多，带来巨大的经济效益而得名“富世盐井”，据《旧唐书·地理志》记载，当时的富世盐井深度达77.5米。公元310年前后，由于“永嘉之乱”，江阳郡江阳县闾里为墟。
成汉李雄据蜀以后，僚人大量迁徙入巴蜀盆地，和汉人杂居一同成为自贡的主体民族，邓关、贡井梭儿坡、大佛岩、雷公坡至今仍存在大量“蛮子洞”（僚人石洞）。同期，僚人开凿出“大公井”，是自贡主市区最早的盐井，与富世井齐名。。
晋安帝义熙十年（414年），为整合盐铁资源，置为冶官县，包含了今荣县西境局域和犍为县东境局域，治金井。“有盐有铁，故曰冶官。”这为自贡的建制打下了基础。
萧齐初年（479年），僚人占据了铁山地区。僚人利用这里丰富的盐铁资源，掳劫汉人发展盐铁生产，迅速强盛起来，成为赫赫有名的“铁山僚”。南齐末的东昏侯永元三年（501年）将“南安郡”侨置于荣县西境来牟镇，辖南安、华阳、白水、乐安、醒道五县。梁朝时期设置泸州，富顺县和自贡市区皆属泸州江阳县。

## 北周隋唐五代
北周时期，由于盐井的开凿和生产、交易，大公井和富世井和一带聚集了大批的工匠和商贩，围绕盐井形成了人烟稠密的集市，这是贡井市区和富顺县城的雏型。天和二年（567年），北周武帝宇文邕析江阳县北部富世盐井及其附近地区置雒原郡、富世县（以井名命县名），从江阳分化出来，是为今富顺境域设郡立县之始。同期，废南安郡，又在今自流井和贡井建公井镇（因附近有著名盐井曰大公井，故井名命镇名），仍属富世县，这是自贡市区城镇的肇始，公井镇是为今自贡市最早设立行政建制单位之始。
隋开皇二年（582年），雒原郡废，富世县再次地入泸州。开皇三年（583年）在自贡外西北方设立威远戍，派兵驻守，打击了僚人对自贡盐业开采必需的铁山资源的垄断。开皇十年（590年），南安县置大牢镇（在今五通桥金山镇），十三年（593年）改镇为县，时荣县境在大牢县内，从南安县（今乐山）分化出来，是为今五通桥境域立县之始。隋炀帝大業三年（607），泸州改为泸川郡，统泸川、富世、江安、合江、绵水五县。
唐武德元年（618年），为整合掌控铁山盐铁战略资源，割资州大牢、威远二县置荣州，治公井镇（今自贡市贡井区），公井由镇升县，今自贡市区又从泸州富世县分化出来，公井县和荣州是为今自贡市区最早立县设州之始。唐高祖武德九年，撤销了来凤县（今隆昌县北部双凤驿地区）的建制，把它划归富世县。貞觀元年（627年），分大牢置旭川县（因附近有盐井号旭川，取以为名），治今荣县城关，今荣县从五通桥地区（大牢）分化出来，旭川县是为今荣县最早立县之始。时荣州领县六：公井（今自贡市区，还包含了今宜宾和南溪的北部地区）、旭川（今荣县城区）、应灵（今五通桥）、威远（今属威远县）、资官（今犍为县局部）、和义（招和夷僚，今分属自贡、威远、内江，隋代旧县治在内江龙门镇，唐代新治所在今自贡市大安区何市镇和仙市镇）。同年，分威远县为婆日、至如二县，因荣州境内丰富的盐铁资源而得县名。“婆日”是僚语“铁山”的意思，县域范围大致相当于今天威远县县城严陵镇及西北部区域；“至如”则是僚语“盐”的意思，县域范围大致相当于今天自贡市西北和威远县东南区域。唐贞观六年（632年）荣州州治由公井县移旭川县，荣州的中心区域从自贡市区移往荣县县城。贞观八年（634年），将婆日、至如二县并入威远，县城从此留下“婆城”之别名。贞观二十三年（649年），避唐太宗李世民讳，富世县改名为富义县。唐中宗景龙二年，将宜宾北境及野容山（荣县山脉分两大干，北曰铁山，南曰野容山）一带的云州及罗永，云川，湖连三县裁撤，一并列入荣州大牢县。
唐朝自贡的冶铁业达到鼎盛时期，唐人李吉甫《元和郡县志》载：“荣州贡铁”，清同治《荣县志》记载：“铁厂铺……诸葛武侯铸兵器，唐贡利铁，兹一古冶也”。民国版《荣县志·山脉》载：“铁厂铺……唐贡利铁，兹一古冶也”。铁器的发展，极大地便利了井盐开采。统治者对自贡盐业十分重视，开元十二年（724年）三月，唐玄宗第六子李琬改名李滉被分封到自贡，成为第一代荣王。唐玄宗天宝元年（742年）改荣州为和义郡，辖区未变，此后八位皇子封为和义郡王。唐肃宗乾元元年（758年）和义郡复为荣州，咸通三年（862年），李㥽被侄子唐懿宗封为荣王。唐代荣州、富义所产食盐远销湖北、江西等地。玄宗以后，以西川节度使充任富义团练营监。
前蜀和后蜀时期，盐业仍然发达，受到统治者高度重视，曾以尚书左仆射兼领富义营监团练和发运等使，也就是说，以宰相兼任自贡地方政府官员。

## 宋元明
北宋初年，富义县升富义监，隶属潼川路，这是今富顺第二次从泸州分化出来，升格为监，与泸州平级，辖区相当于现在的富顺县和隆昌县等地；荣州仍辖旭川、公井、应灵、威远、资官五县，隶属东川路。乾德五年(967)，荣州和义县撤废，部分地区划入富义监。太平兴国元年（976年），避宋太宗赵光义讳，富义监易名为富顺监。宋仁宗景祐三年（1036），朝廷选派太常博士周延俊任富顺任知监，修文庙，办书院，儒学开始在自贡大力传播，此后土著僚人在文化上逐渐被汉人同化。治平元年（1064年），置富顺县（今县名始于此），隶属富顺监。治平四年（1067年），为避刚登基的宋神宗赵顼名讳，旭川县改名荣德县。熙宁元年（1068年），富顺县废存监，即富顺盐监；四年（1071年），公井县废并入荣德县，复以“公井”名镇，其县南赤岩等山区（今宜宾和南溪北部）亦划归富义监。庆历年间，由于卓筒井问世，采卤从大口浅井变成小口深井，使得自贡井盐业不断发展壮大，富顺监产盐区域开始向西北方向拓展，逐渐形成了以邓井为中心的下五垱盐业集中区，荣州公井产盐区也向东南方向延伸，这成为自贡市的最初雏形。
南宋时，由于自贡盐业的鼎盛，朝廷在自贡恢复了荣王的封爵。开禧元年（1205年）五月宋宁宗赵扩召卫国公赵俨为皇子，赐名贵诚，封于荣州，立为荣王（自贡荣县中学校内原存宋朝“荣王布政碑”，十年动乱中碑亭被毁，该碑下落不明），筑荣王旧城。开禧三年（1207年）十月，皇子俨入主东宫，改名为赵洵。嘉定十三年（1220年）八月，皇太子洵夭亡。嘉定十七年（1224年）宋宁宗驾崩，权相史弥远联同杨皇后废太子赵竑为济王，将宗亲赵与莒改名赵昀，立为帝，是为宋理宗。理宗即位后，追封其父赵希瓐为荣王，而理宗之弟赵与芮则在自贡袭爵为荣王。宋理宗绍定六年（1233年），因南宋光宗皇帝赵惇曾在自贡任过荣州刺史，尔后荣州以天子的“潜邸”升格为府，便以宋光宗的年号升荣州为绍熙府，这是自贡历史上第一次升格为府。绍熙府是一个因自贡盐业的兴盛而特别设立的行政管理机构，一度成为“一大都会”。端平二年（1235），蒙古兴兵灭宋，绍熙府也遭兵灾，以致“户口狼藉”。荣王赵与芮（其子赵禥即后来的宋度宗）亦从绍熙府（自贡）逃往绍兴和临安（杭州），从此荣王不在荣州领地。由于绍熙府（自贡）是南宋政治、经济地位重要的城市，封地于自贡的荣王在宋室中辈份较高、与皇室关系最密切，故有“蜀若不守，江浙自摇”之说。于是，端平三年（1236年）绍熙府择地东迁徙治鸿鹤镇（今自流井区鸿鹤坝）。然而，宝祐六年（1258年），蒙古军队第二次全面进攻南宋，蒙哥汗率主力猛攻，绍熙府和荣王旧城皆废。
咸淳元年（1265年），蒙古军占据盆地大部，当时富顺是州级的监，抵抗不住元军骑士冲杀，就把监府迁到虎头山，高筑城池，就建了内城和外城。抗击蒙古军队，英勇奋战，誓死不降。富顺整整坚持抗元十年（1265-1274年），因此，富顺的虎头城是举世著名的抗元名城。南宋德祐元年（1275年），知监王宗义举城降元，监废，治所由虎头城迁回原地。
元朝通过暴力屠杀的方式夺取了巴蜀盆地后，建立行省制。元宪宗八年（1258），绍熙府俱废，地入嘉定府，这是自贡市区和荣县在历史上第二次并入今乐山地区（嘉定）。至元十二年（1275年），置富顺安抚司，二十年（1283年）罢安抚司，升为富顺州，隶属四川等处行中书省叙州路。绍熙府旧地民众为反抗蒙古统治，私开盐井，杀害官府巡卒。元朝官员赡思捕其首领，请求朝廷安抚，至元四年（1338）元朝设置绍熙府军民宣抚司、绍熙路总管，兼置都总使司，自贡市区和荣县再次从今乐山地区分化出来。元惠宗至元六年（1340年）十一月撤销绍熙军民宣抚司。元末，复置荣州，属嘉定路。
明洪武四年（1371年），降富顺州为县，归属叙州府（今宜宾地区），南赤岩一带山区也划归宜宾县和南溪县。明洪武九年（1376年），降荣州为县（包括今荣县及自贡市区），属嘉定州（今乐山地区）。明洪武十年（1377年）五月，截撤威远，并入荣县，十三年（1380年）十月，复置威远县。明永乐年间（1403—1424)，青山峡以南的赵化镇、落来镇（今怀德镇）及泸阳镇（今富顺县长滩镇）划归富顺县，并设赵化巡检司，管理当地军民政务。明代灭明氏大夏政权统一四川后，大量的湖广农民迁入富顺、荣县，引进了先进的耕作技术和优良作物，农业经济飞跃。到明朝成化年间（1465－1487年），富顺人口激增至12.3万，成为当时巴蜀盆地最大的县。明嘉靖八年（1529年），因荣县公井镇之盐上贡朝廷，改称“贡井”。后因新罗井，设新罗盐课司，改称新罗镇，又将荣溪以东新罗镇所属的自流井和贡井从荣县划出，归属富顺。其时因为富义盐井“淡水渗溢，灶丁淘远近井赔课，而此井遂废”，盐业生产中心从富顺、邓井关一带向西转移，自流井盐场始兴起，遂与贡井齐驱并驾。盐户遂膨大起来，所雇雇工日渐增多，雇佣劳动的工人逐渐形成。明朝嘉靖年间（1522－1566年），自贡产生了中国内地最早的“资本主义萌芽”。明穆宗隆庆元年（1567年），划出富顺县东来凤黔及隆桥驿为中心十四里之地（约占全县15%的区域），新设隆昌县，县治就设在隆桥驿附近。这就是今天隆昌县的由来。富顺监的建制也取消了。但是，很快又把富顺监的建制恢复起来。明神宗万历四十四年（1616年），皇室朱至深被封为“富顺王”，但只享禄而不就藩。明朝在县级政区中封王建藩还是少有的事，正是自流井和贡井在政治、经济等方面日益重要。随着井盐业、金融业和商业的发展，富顺（包括今自贡市区和富顺县）成为盆地内物产最丰富、人口最多的富庶地区，有“金犍为、银富顺”之誉（犍为实指五通桥，富顺实指自贡）。文教发达，出现了“景泰十才子”之一的晏铎和“嘉靖八才子”之一的熊过。
明末，国势衰微。大顺元年（1644年）复设贡井镇，称富义盐场。明崇祯（或清顺治）年间的“张献忠之乱”导致自贡惨遭军事蹂躏，生灵涂炭，户籍荒凉，百里无烟。人口基本为之一空，少数幸存者逃往蔺播山区（今遵义市）避难。清灭张献忠政权，盆地内又起兵反清，叙州大捷后，自贡纳入南明版图中。南明永曆年间，清军再次入川，在川东北建立了政权．而川南之富顺、荣县仍为南明一隅，但却多风雨飘摇，官不理政，民不聊生，盐场并停灶歇，人心惶惶清。最终自贡被清军占领，清兵杀烧抢掠，死亡无数。

## 清朝
清初自贡人丁锐减，于是免征赋税。顺治后期，开始对盐征收一定税费，称为“小票”，但盐场仍然一片凋敝。康熙十九年，当新任富顺知县钱绍隆赴任时，看到的竟是“路无行人，道准荆棘，空城不闭，翼火无烟”，简直是一座空城。北至自流井的“灶民皆遁至威远、荣县数十里之外。床几悉为火薪，稻谷罄于马料；灶民停煎盖五月余矣。”三藩之乱平定后，清廷组织湖广、江西、广东、福建移民进入自贡，在荒芜的土地上重新开拓文明。
康熙年间，自贡人丁滋生，运销量扩大，有“改票行引”之议，盐商要运销食盐，需向官府购买“盐引”。清康熙六年（1667年），废威远，并入荣县，康熙十二年（1673年），升嘉定州为嘉定府，仍辖荣县。十三年（1674年），复设威远。二十年（1681年），威远第三次并入荣县，雍正六年（1728年），第三次复置威远县。雍正年间，清廷正式建立和推行“引岸专卖”的盐政制度，就是“清查井、灶产盐实在数目，配引行销。并令地方各官，查明户口之多寡，计口授盐，定额销引，以期私贩敛迹，官引疏通”。清雍正七年（1729年），自贡盐业的发展引起了清世宗皇帝的重视，他亲自下诏将自流井从贡井属地划出，仍属富顺县，而釜溪河以西的贡井则划归荣县，并在荣县下设贡井县丞署（分县），富顺县下设自流井县丞署，专署盐政。从宋代到清代，富顺（包括今自贡市的自流井、大安，沿滩三区和贡井区小溪镇及富顺县）文教兴盛，到清中叶有了“才子之乡”（富顺才子内江官）的称谓。清乾隆年间，自贡已经成为全国举足轻重的大盐场，这一时期在自贡诞生了中国历史上最早的股票——“同盛井约”。
由于自流井、贡井的并立，大抵嘉庆、道光年间，“自贡”这个称谓开始在富荣盐场出现。鸦片战争清政府战败后，英法联军强迫清庭大量赔款，其中一部分赔款就从自流井的盐税中提取，从那时起，在自流井就设立了英法两国的盐税抽取协理官员，两国均在当地建设了协理公署。随之，自流井涌来不少外国的商人和传教士，建设法国天主堂，基督教堂、福音堂、福音医院等。
然而，从清代开始实行的引岸制度，不仅延缓了自贡的资本主义进程，而且由于它将全国划分成若干区域，每一区域只准若干世袭盐商专卖，不准跨区域自由买卖，否则以私盐治罪，这就限制了自贡地区盐场产盐销量，进而妨碍了盐业生产的更大发展。长期以来，两湖地区所需的盐都被淮盐所把持，广大湘鄂地区除湖北省施鹤八属历系川盐楚计岸销区外，其余全系淮盐引岸，川盐占其市场份额非常小。客观地说，川盐与淮盐相比，具有多方面的竞争优势，就连长期抑川盐而扬淮盐的清两江总督曾国藩，也不得不承认川盐具有比淮盐更多的优点。
清朝中葉，舉國动蕩，一切文物制度莫不發生劇烈的變動。咸丰九年（1859）中秋日，李永和和兰朝鼎在云南起义。自庚申岁九月初起，义军先后会集于富顺县牛佛镇。这时，本来是前往富顺镇压起义的重庆府镇清军统领张大同也在自流井陕西庙发动起义。十月初六，李、兰起义军建都牛佛镇，仿太平天国制，李永和在天后宫自立为顺天王。咸丰末年，自流井盐绅为抗拒“李兰义军”发动了激烈的“大安寨之战”。由于自流井是一座没有城墙的城市，自贡盐商不得不修筑“三多寨”抵御农民军的入侵。同一时期，洪楊起事，太平軍興（“太平天国”运动兴起），鹽政遭受重大的衝擊，尤以兩淮鹽區最甚。太平軍攻克江寧（南京）後，據以為都，扼長江天險以為固。是時，江運中阻，淮鹽勢不能運抵湘、鄂各省；若淮鹽片引不至，則民眾有淡食之虞。在此情形下，兩湖勢必要調借他鹽，以調濟民食，清廷乃饬令改以川鹽銷楚，给川盐以广阔的两湖市场，於是有「川鹽濟楚」。「川鹽濟楚」實施相當有成效，楚地得免淡食之虞。第一次“川盐济楚”给自、贡盐业的急剧发展带来契机。丰饶的资源、精湛的技术、广阔的市场、高额的利润，使自、贡井盐业步入鼎盛时期，独执四川井盐业之牛耳。自流井迅速发展成为了盐都，誉作“富庶甲于蜀中”的“川省精华之地”。一时间自贡经济空前繁荣，百业兴旺。大批盐商在也此时崛起，“积巨金业盐者一千七百余家”。在这些盐商中“王三畏堂”、“李四友堂”、“胡慎怡堂”、“颜桂馨堂”实力最为雄厚，被称作“四大家”。
清朝咸丰同治年间，自贡成为中国最大的手工业工场，“盐都”之谓由此而来。在中国西部，经济地位十分显赫。十九世纪中叶（清朝咸、同之际），德国著名地质学家李希霍芬到四川旅行考察，虽然他十分遗憾自己未能到神往的自流井去做实地考察，但他却满怀兴奋地向人们诉说，井盐“最重要的产地为自流井”，这一带地方“是四川人口最稠密、最繁荣的地区”，作为学者、旅行家他还殷勤地“奉劝旅行者，从主要公路去参观这些不可思议的古迹吧！在全世界我们能再找到一个年代这样久远和规模这样宏大的企业吗？”
清光绪十四年（1888），美国传教士赫斐秋（弗吉尔·哈特）沿着李希霍芬的足迹，考察了自贡。哈特在“这座异乎寻常的丘陵城镇”，“看到这里显示出其它城镇见不到的富裕和商业繁荣景象”，进而告诉人们，“这座城市的重要性是无可置疑的，此时这里从陕西来的钱商有上千人，有几百商人来自江西，还有数千名做生意的人来自中国其它地方。这些事实充分显示了这里是个巨大的贸易中心。这里有一支强大的军队保卫着政府在盐业贸易方面的利益。”他感慨万端，撰写了《自流井考察记》，向全世界广为宣传。

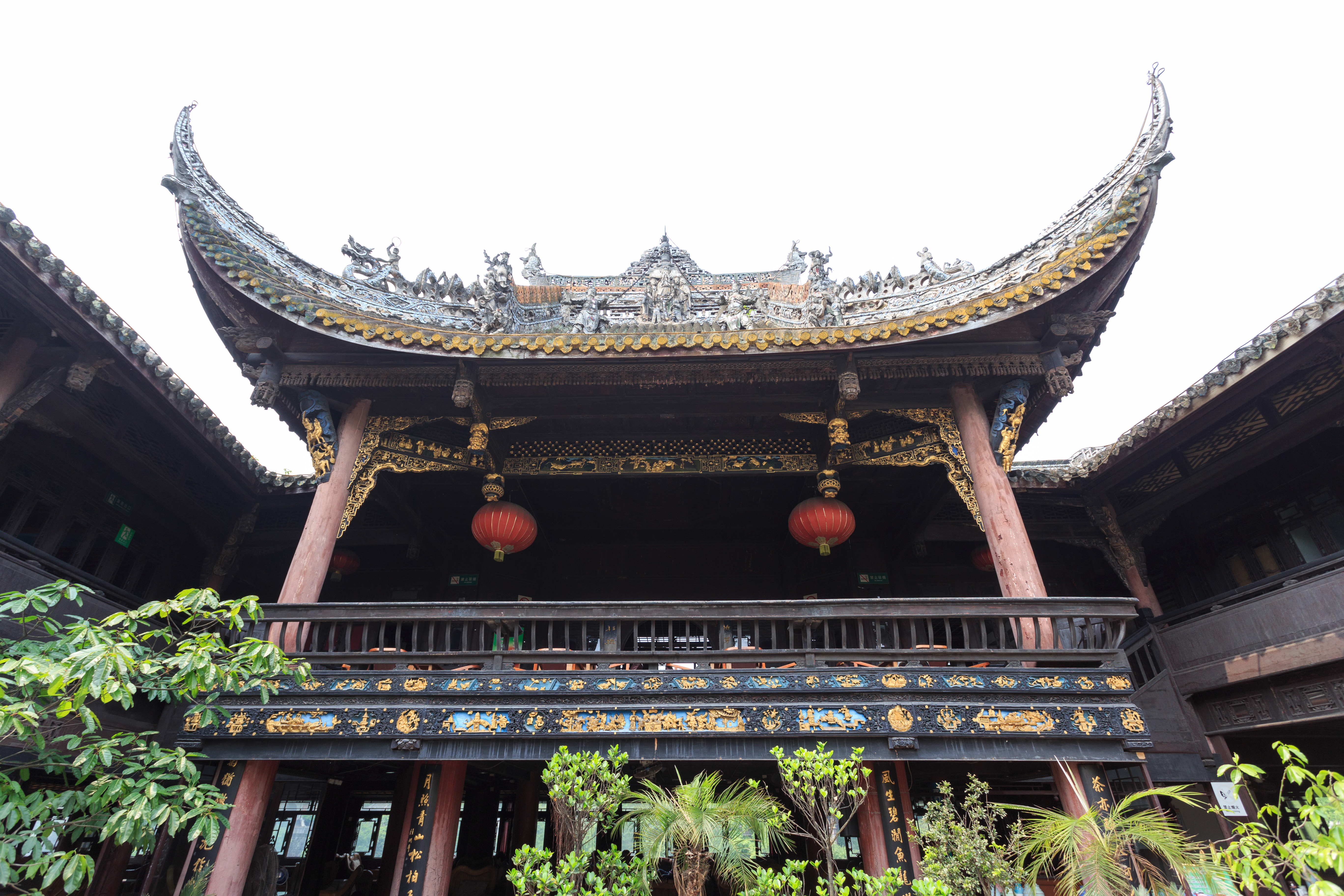
自贡王爷庙

引岸制度废除后，富庶起来的自贡盐商为摆脱省府的政治束缚，开始用实际行动反抗省、县对自贡盐场的管制。同治二年，富荣盐场设水厘局，增抽水厘，这当然增加盐商的负担。已捐了候补道的大盐商王余照（王朗云），与另一位大盐商颜晓帆等人合谋，指使盐工捣毁水厘局。富顺县知县传讯王余照，王余照态度傲慢。知县大怒，将他抓进牢房。然而，当时全国数省遭灾，王余照向清廷又捐银七万两赈灾，朝廷立即在他候补道上加按察使衔（省政法负责人），赏二品顶戴。圣旨一到富顺县，王余照头戴红顶花翎，身穿紫色朝服，阔步走出监狱。水厘事件不了了之。光绪三年（1877年）四川总督丁宝桢以疏销缉私为由，先后在犍乐、富荣两大盐场创办官运局，实行官运商销。这大大触伤了以王朗云为首的大盐商的利益，王朗云凭借自己与京官的关系，不断上访户部，都察院。丁宝桢则以王朗云先前阻挠水厘之征未能惩办，现又一再控他办理官运，决定严厉惩办。于是将王朗云所有劣迹上报朝廷，引得慈禧大怒，颁下懿旨“似此持势横行，亟应从严惩办，着即先行革职，交丁宝桢提省确切审办，以示儆惩。”王朗云得到京官密信通告，急逃他乡，流亡4年，直到光绪七年（1881年）才回到自贡。
在中国古代，“一两白银一两盐”，盐业的巨大利润吸引着各省盐商纷至沓来，形成了自贡历史上的移民高潮。各地商人均逐鹿自贡的“白银贸易”事业，于是形成了自贡这座移民城市。《富顺县志》中就有这样的记载： “蜀民多侨籍，久犹怀其故土，往往噱金为公产建庙会，各祀其乡神望” 。这种庙会，又称会馆，虽名为供奉神灵，其实是为团结同籍人士互帮互助，排难纠纷的同乡组织，以达到“联嘉会，襄义举、笃乡情”的目的。此时，自贡各区县镇的的会馆庙宇建筑就很快发展起来，涌现出西秦会馆、川主庙、湖广庙、江西庙、南华宫、天上宫和天后宫等一大批会馆庙宇建筑。
自贡历代驻军不断，争夺激烈。实乃丰富的盐业利税使之成为了一个不设防的军事特区。清代的安定营等军队也展开了激烈的盐利争夺战。为了保护盐场，维护盐商的利益，地方盐警队和私人武装民团大量出现，其主要职能是范私盐、保护盐船盐队以及武装押运银两。这些地方或私人武装的常年经费，均由盐业资本家支付。

## 中华民国大陸时期
自贡是辛亥革命家吴玉章的家乡，也是中国近代革命的第一发起地，第一个从清王朝统治下宣布独立的区域。1911年吴玉章归国后回到四川，与王天杰领导并策动荣县独立。荣县独立是辛亥革命的首次成功之义，建立了中国历史上第一个民主政权，比武昌起义早了足足半月，“首义实先天下”。
1904年，在吴玉章《劝游学书》的影响下，谢奉琦、龙鸣剑、雷铁涯与但懋辛等15名自贡人东渡留学日本早稻田等大學，许多自贡留日学生逐渐形成民主革命思想，在孙中山等人的影响下参加反对满清、谋求民主独立斗争，先后加入“兴中会”、“华兴会”、“光复会”、“同盟会”等革命团体。1905年，积极参与反对日本文部省颁布《取缔清韩留日学生规则》的斗争，并认识到“科学救国”的道路是行不通的。1906年4月，吴玉章加入同盟会，与但懋辛同被选为评议部评议员。是年冬，孙中山委派谢奉琦、熊克武、佘英返国，任命谢奉琦与熊克武、黄复生同为四川省主盟人，筹划武装起义。自流井曹笃、荣县王天杰、赖君琦等22人经谢等组织发展加入同盟会。是年雷铁厓在日本创办《鹃声》杂志，积极鼓吹革命。1907年，吴玉章在东京创办《四川》杂志。雷铁厓为《四川》主要撰稿人，并在《民报》、《复报》等报刊大量撰文宣传民主革命学说。1908年，谢奉琦主持发动宜宾起义，因事机不密，遭清廷残酷镇压。後來，中华民国临时大总统孙中山追赠谢奉琦为陆军中将，谥“章左将军”。同年龙鸣剑奉命返国，在云南发动组织同盟会的斗争。1909年，龙鸣剑返四川成都组织同盟会斗争，是年雷铁厓亦奉命回国，在上海发展盟员，宣传革命。1910年，四川保路运动兴起。1911（辛亥）年3月到5月，龙鸣剑、王天杰等人在荣县、贡井、长土、姚家山、艾叶、寨子岭等地大办民团，组建革命武装，准备起义。6月至7月，富、荣两县先后成立保路同志分会。9月7日，成都发生赵尔丰屠杀请愿群众的血案，龙鸣剑与自流井人曹笃等缒城而出，在锦江投放“水电报”数百枚号召“各地同志速起自保自救”。9月25日，王天杰与吴玉章在荣县打开牢房释放被捕党人，并率队驱逐清官吏，组织民众在学衙门召开大会，宣布成立军政府，自理县政，脱离清廷独立。当年9月底，同志军进攻自井，富順知縣逃跑。11月25日，自流井巡防军徐统领被迫宣布脱离清廷。11月29日，同志军各路入驻自流井。
同志軍進入自流井后，以周鸿勋为领队的进驻陕西庙，号称“川南都督”。自流井盐商并不买周的账，周的队伍便没有军饷。此时，为了维持他的队伍开支，便强行将滏溪河沿河的盐船上的盐进行拍卖。這激怒了自貢鹽商。自流井的盐商暗中推举当时的盐商王禹平为代表，到叙府勾结滇军，趕跑了自流井的全部同志军。当时，成都方面的经济来源大部分都是依靠自流井的盐税。滇军进占自流井以后，将自流井的盐税独霸，使成都方面十分地愤怒。此时，成都军政府便派出由周俊带领的他们的第一师进兵自流井。省議會等各方都來調停，当时重庆方面的蜀军政府也派出代表前来自流井与滇军进行調停。滇军离开自流井以后，成都方面的周俊部进驻自流井，向自流井盐商收取军费开支。
自贡独立后，随着盐业经济的发展，盐业资本家和新贵族的成长，使他们要求政治上当权，经济上发展资本主义。到清末民初，自贡的市政管理已经成为以商人为主体的管理系统。1911年12月30日，自、贡两地区的同盟会员和地方人士，经筹商成立了自贡地方临时议事会，首次将自、贡连接起来。自贡地方议事会率先在全省提出了“破案均税”的盐政变革，并始终保持盐产在400万担以上，成为这个时期变革领先的特区。各界在自流井井神祠召开大会，推举自、贡两厂议事会议员60名，其中常驻议员 12 人。议事会仿西方行政之法，设三权分立的机构，并遣派专人负责辖下自、贡两井八大盐垣，贡井苟氏坡、黄石坎、蓆草田三垣（今贡井区贡井街、艾叶镇、筱溪街、长土镇一带地域）列入辖内。临时议事会时期的一个显著特点，就是自贡地方的盐业资产阶级试图完整地将西方资产阶级国家三权分立的形式移植到中国内陆这块土地上．临时议事会甫经成立，立法、司法、行政机构便具雏形。自贡地方议事会是中国第一个地方民主议会，也是中国历史上唯一的商人政府。1911年底的自贡地方议事会比1912年的南京临时政府设立得更早，因此，它实际上成为华人社会第一道民主的曙光或中国民主制度的第一次成功实践。
中华民国成立后不久，自贡地方议事会便欲谋求自、贡脱离富顺、荣县而实现地方自治和民主独立，合组而成为统一的经济、行政实体——“新和县”。“新和县”以自流井、贡井两厂为中心，联合附近威远县、宜宾县之一部分。但在民国元年7 月，“省临时议会”召开前夕，富顺、荣县、威远、宜宾四县代表不甘示弱，“争发传单，猛力攻击自贡设县”，与自贡驻省代表展开了针锋相对的斗争，因为他们“深恐自贡设县后县境缩小，加重各该县负担”。因此设县失败。然而，省议会鉴于自贡盐业经济的重要，自贡盐业资产阶级势力的强大，为缓和政府税源供给地与四县的冲突，不得不让步，采取了折中的手段，委任自贡地方议事会议员为自贡地方行政长官。民国3年（1914年）秋天，“省”方明令撤销自贡地方行政长官及独立的自贡地方议事会，仍然分设自、贡两分县，委派富顺县自流井县佐、荣县贡井县佐，分别管理这一地区事务。自贡独立的努力虽然失败了，但议事会所讨论确立的三权分立模式，已经深入人心。于是，从此形成了“地方称自贡，盐场称富荣”的奇特局面。追求自由独立的精神，支持着自贡人为设市建置进行了长达24年的持久战。
保路运动后，自贡陷入军阀割据混战的局面。从民前一年（1911年）滇军入川开始，直至民国二十四年（1935年）蒋中正控制全川，四川盆地经历了多次大大小小的军阀混战，其中最根本的经济原因就是川滇黔各路军阀为了争占自流井、贡井这两块宝地，以便就近提拨盐税，充作军用。滇军两次进川，目标直指自流井。据不完全统计，这段时期自贡的驻军先后有:川军第一师、京防军郑籍庭营、川军第三师、滇军第一梯团、滇军刘法坤旅、川军张鹏午团、滇军金汉昌旅、川军吕超部、川军赵宗藩旅、川军刘成勋部、川军刘文辉部、川军杨森部、川军刘湘部、川军蔡玉龙部等。当时自贡重兵驻扎，换防频繁，实属罕见。参加争夺自贡盐税混战的主要角色，还有滇军的黄毓成、曾任四川都督的尹昌衡属部周骏，以及先依附北洋军阀、后投靠蒋介石的刘存厚等。战场或在成渝一线，或在其他地区，但往往离不开自流井、贡井这个中心地带。
除中国军阀外，外国殖民者对自贡也虎视眈眈。民国二年（1913年）4月26日，袁世凯同英、法、德、日、俄五国银行团签订了总数为2,500金镑的“善后借款合同” 。该“合同”中规定“以中国盐税收入之全部作为担保”。殖民者延续了清末的特权，继续染指自贡盐业。同年，外国殖民者在北京设“盐务稽核所” ，在自流井（自贡）设“川南盐务稽核分所”，对盐业进行疯狂的掠夺。稽核分所，设经理华员一人，协理洋员一人，会同负担征收、存储盐务收入之责任。从形式上看，这一机构的权力，似乎华洋平分，事实上，洋员协理按殖民者的意志办事，华员经理没有发言权，无权过问盐税收入。洋人协理馆由六国代表轮流派充。先后担任川南盐务稽核分所协理的有：德国人柯纳普，英国人乐基、柏理稳，俄国人迪德生．英国人祝开福，日本人北亨大村，挪威人柏克，英国人蒲克扎士。他们在自贡富台山修建别墅“协理公馆”，结交官僚，逢迎军阀，劫掠盐商，镇压盐工，敛聚财富。

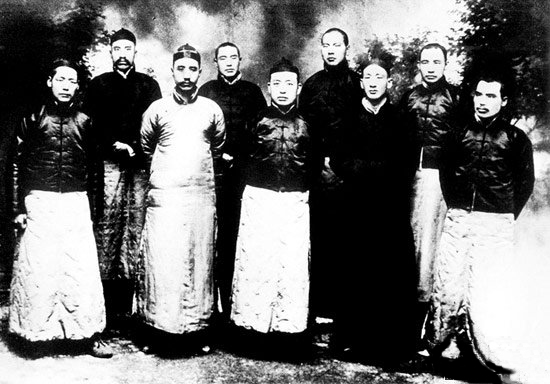
护国战争后滇军再次占领自流井，民国七年二月战后，朱德（后排左一）参加在自流井召开的滇军第二军军官骨干会议，与赵遂生（前排左一），杨希闵（前排左二）、兰馥（前排左四）、金汉鼎（前排左五）、杨如轩（后排左三）、唐沸川（后排左四）等八位同事合影于釜水军次。经过两年多的战斗后，领兵打仗的将领只剩下参加合影的九个人。

民国五年（1916年），滇军又占领了自流井，估提盐税。护国战争结束后，滇军仍然盘踞于此。黔军则占据了自贡盐业运销的咽喉之地——重庆。民国七年春，驻川滇军征收由自流井至重庆的保险费每载800元，成为军阀征收附加税的开端。随着军队的大量增加，附加税逐渐泛滥成灾，出现了附加税“或今日立之，明日又复取消，或前军兴之，后军又复裁撤，或旧本无有，临时又增加。甚或到岸有费，过道有费……名目之繁，关卡之多，殊难屈指”的现象。当时身任四川靖国各军总司令兼管民政之职的熊克武于民国九年（1920年）夏发动驱逐滇黔军之战，最后川军驱逐了滇黔军，夺回了下川南地方、重庆和自贡盐税。
民国十三年（1924年），杨森被北京政府任命为四川军务督理，开始大规模地扩军备战，苦于军费支绌，难达目的，于是试图独占自流井盐税。而刘文辉以驻守自流井、宜宾一带起家，扶摇直上，当了军长，杨森的矛头直指刘文辉。民国十四年乙丑，杨森发动了“武力统一四川”的内战。其目的并不是统一建设四川，而是要其他军队远离自贡，由他的督理署“统一”派军队驻守，“统一”提拨盐税，充裕实力。杨森派所部夺得自流井后，川军刘成勋、刘文辉、赖心辉、田颂尧、邓锡侯、刘湘和黔军袁祖铭部在渝组织倒杨联军，分路合击，将杨森击溃，逼得杨森自奉节往汉口，再投吴佩孚。战后，各路军阀云集自流井，召开了“善后会议”，共同瓜分了自流井盐税。会议上，刘湘与袁祖铭因分赃不均，关系迅速恶化。民国十五年（1926年）6月，广州国民革命军出师北伐，深入湖南，攻克长沙、岳阳，兵锋直指武汉，川省震动。慑于北伐军威力，四川军阀亦投机革命，派代表与北伐军联系。年底，川军全部易帜，改挂青天白日满地红旗帜，归属国民政府统辖。
川军易帜后，国民政府虽然名义上统一了四川，但川省仍陷於军阀割据。于是，国民党加强了对自贡的争取，积极推动自贡设市。民国16年（1927年）4月国民党“左”派自贡市党部筹备处，根据中国国民党中央党部商人部颁发的全国商民协会章程，将原“自贡商会”改组为“自贡市商民协会”，旧商会的威信一落千丈，商会的实权即由新起的商人取而代之。并拟制颁布了《自贡市商民协会章程》 ，在原“自贡商会”名称中加上“市”的称谓，并将“自贡市”连称（民国12年曾使用过‘自井市商会”名称）。成立自贡市党部委员会和自贡市商会后，自贡社会又有了设市之议。后四川省政府派员筹备建市，但因当时自贡灾情严重，故“暂缓设置”。当时设市之议失败后，地方政府的职能由当时城市公共权力的代表“自贡市商会”代行。“自贡市商民协会” 率先打出“自贡市”之旗号，一方面表达了自、贡两地各业商人对设市的渴望与勇气，另一方面为其日后在客观上充当自、贡两地的“政府”角色正名顺言。民国16年（1927年）中国国民党（右派）接收国民党“左”派自贡党部筹备处，成立中国国民党（右派）党务登记处，后改为党务筹备委员会。民国17年（1928年），国民党实行总登记。之后，先后成立中国国民党自贡市党务指导委员会、中国国民党自贡市党务整理委员会。
民国21年（1932年），刘湘因不满刘文辉久居膏腴之地的自流井而向其发动了攻击。二刘之战后，刘文辉被赶出自流井，败走西康，刘湘完全控制了自贡盐场。为加紧对军费来源的剥夺，刘湘与王缵绪用二十一军司令部和四川盐使署名义发布一纸文告，强迫自贡盐商解囊80万元。刘湘重叠征收后仍嫌不足，进而在1934年还“预提”1935年引盐正税636万元。在国民政府实际控制自贡之前，四川军阀为攫取盐税花样百出，千方百计盘剥和殖民自贡。军阀们通过截留、加征、附加等，掠夺自贡的盐税，大大超过了自贡盐业所能承受的限度，严重制约了自贡的发展。
民国24年（1935年）5月，蒋介石主力部队进入四川盆地，形成了中央军控制四川的局面，使自贡摆脱了四川军阀的控制。民国24年（1935年），中国国民党中央党部将自贡及荣县、威远、富顺、井研、南溪等县划为一个党务区，即自贡区，并在自贡设指导员办事处。中国国民党中央直接将“自贡市”独立地作为中心市县，而且还统辖周边五县．这一高规格待遇是在设市问题上的最大推进。民国26年l月四川省政府民字第 1809 号训令中，当时作为四川盐运使缪秋杰所建议的是：“请于自贡筹办电力厂，并于该地设立市政管理局。”而国民党自贡市党务指导委员会所电请的是：“设立自贡市政府”，国民党更为直接有力，为自贡的设市构建和搭起了一个现实的平台。
中央军入川后，稽核所接收运使署，实行政税合一，取消多数专项制，改行“统治自由”。因自贡在全川盐业的第一位的特殊性、重要性，迎来了设市主角的入驻。中央军入川的第一年，川南、川北两盐务稽核所分所及重庆稽核处合并落组的四川盐务稽核分所入驻自流井，四川盐运使署也由重庆移驻到了自流井。四川盐务机关入驻后，基于自身盐业发展的考虑，积极参与自贡地区各项经济和社会事业建设。民国26年（1937 年）1月，驻镇自贡的四川盐运使署、自贡市国民党党务指导委员会及自贡市商会，向军事委员会委员长行营提出设立自贡市市政管理局或市政府的建议。随即由四川盐务管理局及自贡市党务指导委员会屡次呈请设立自贡市。由于政界要员、商贾巨户、地方名流的不断要求，在道义上设市条件上都早已日趋成熟的自贡设市一事，引起了上峰的足够重视。 民国26年1月，军事委员会委员长蒋中正行营指示四川省政府：“并案核示具复设市。”于是四川省政府遵照军事委员会委员长行营指示，决定指派省民政厅徐剑秋、省建设厅科长刘丹吾等人到自贡实地考察。 1937 年 l 月 5 日，四川省政府召开第 131 次委员会听取了徐、刘等人对自贡实地考察情况的汇报，一致认为自贡设市条件具备，启动筹备建市的一切准备工作。
民国26年（1937年）7月7日，抗日战争爆发，不到一年时间，中国沿海尽丧敌手。日本不仅控制了全部的海盐生产，而且切断了通往内地的盐运通道，试图通过残酷的“盐遮断”，造成全国大恐慌，最终迫使中国不战而降。海盐供应的中断很快引发了大规模的“盐荒”，湘鄂百姓又一次遭受淡食之苦。为了稳定民心，坚持抗日，国民政府不得不启动 “川盐济楚”恢复自贡对湖广的食盐供应，彻底打破日本的“盐遮断”。自贡的盐业又兴盛起来，水运贯通。自贡的盐可从釜溪河入沱江，下长江，自贡盐业再度复兴，迎来了空前绝后的“黄金时代”。此时的自贡百业兴旺，是抗战大后方的重要基地。经济的发展，盐场的繁荣，设市迫切需要。
民國27年（1938年）4月，应邀到自贡拍摄《自贡井盐》的孙明经先生用镜头记录了这座新兴工业城市的诞生。当时的自贡天车林立，输卤和输气管道密密匝匝，煮盐的烟囱吐出一柱柱青烟，釜溪河两岸“歪脑壳”运盐船拥挤不堪，是一座名副其实的“遍地盐井的都市”。孫明靜先生在自貢拍攝的紀錄片鼓舞了抗戰士氣，讓世人知道，在中國內陸，還有大規模的工業中心支持著抗日救亡。
民国28年（1939年）9月1日，第二次世界大战爆发，建市筹备工作已经完成，由蒋介石委员长批准确认，国民政府划出富顺县第五区的桐垱镇（自井区核心）、新垱镇（大坟堡-龙井街道大安街道）、长丘镇（高新区）、上丘镇（筱溪街道、长土镇）、高硐乡、大山乡（大山铺镇）、新又乡（凉高山街道）和荣县第二区的贡井镇（贡井区席草田）、艾叶乡（艾叶镇）、敦畦乡（艾叶镇）、敦睦乡（建设镇）共六乡五镇，由自流井和贡井等主要盐垣组成双子城域，正式设立自贡市。自贡市成为中国最早建制的二十个城市之一。从民国27年（1938年）6月四川省政府成立自贡市政筹备处到民国28年（1939）年9月国民政府批复自贡设市为止，其间发生了所谓的“设市风波”。矛盾主要集中在国民党自贡市党部与该地区的实际行政管理当局——川康盐务局之间，这是围绕新的政治资源和经济利益而发生的争夺。风波最后以川康盐务局局长缪秋杰被监察院免职停用，CC系的曹任远出任市长而告结束。新成立的行政机构——自贡市政府的人员大多由国民党党工充任，市府与党部都为CC社所把握。八年抗战，自贡在敌机狂轰滥炸的情况下，却生产出190多万吨食盐供全国三分之一的军需民用；据剑桥《中华民国史》载，抗战爆发前，国民政府收入80%主要来自关税、盐税和商业税。自贡市创造了近21亿元的盐税，可以支撑 27 个标准编制的陆军师一年的军饷，有力地支撑了战时政府财政。
自民国28年（1939年）10月10日起到民国30年（1941年）8月19日止，在不到两年的时间内，日军出动了7次17批飞机侵入自贡。民国28年10月10日，自贡市各界在釜溪公园庆祝国庆日，日军27架零式轰炸机趁防备空虚对自贡进行“双十无差别轰炸”。民国31年7月28与29日的轰炸为连日大轰炸，8月17日，19日轰炸为隔天轰炸。日军的“盐遮断轰炸”使自贡盐场民众蒙受了沉重灾难。日本军机轰炸了自流井盐场西北方向的光大街，郭家坳等地，造成居民无家可归，无食可进。盐场熬粥赈灾，每餐有多达600余人前来就食。除普通民众受灾外，担负救灾任务的防空指挥部所属消防大队官长死3人，伤1人，兵士死34人，伤23人，消防车被炸2部。加拿大人所办仁济医院被炸，炸地下室3处，财产损失估计150万法币。据初步统计，日军对于自贡盐遮断轰炸，前后两年内进行7次，投弹1,544枚，造成死亡622人，伤365人，毁损房屋共2,785间，损失1.24亿法币。民国28年底国民政府将驻防重庆的一个高炮连调防自贡，配合自贡已有的高炮营进行防守，由于该连装备较为先进，于1941年8月17日击中敌机一架，迫使日军放弃了对自贡的轰炸。1939年日本《朝日新闻》有报道关于日军轰炸自贡自流井的新闻。
民国31年（1942年），自贡盐商购买了“盐商号”战斗机，盐工也慷慨捐资，为中国购买了“盐工号”和“盐船号”两架飞机，支持抗日救亡。民国32年（1943年）11月，国民政府军事委员会副委员长冯玉祥将军在自贡率先主持了“献金运动”，希望支援抗战前线。自贡人民踊跃献金。次年6月至8月，冯玉祥再次来到自贡，掀起第二次“献金运动”。冯玉祥在自贡北苑挥毫书下了“还我河山”四个隶书大字，事后即刻录在釜溪河畔的山脚下。在这次运动中，自贡共献金1.2亿法币，成为抗战中捐款最多的城市。自贡著名盐商余述怀捐款1,000万元法币，在当时创下全国个人捐款最多纪录。冯玉祥将军的节约献金救国运动，在贯穿整个抗战时期各种献金运动中，它的成效最大。在这场运动中，自贡人民倾其所有，创下了全国22项第一。自贡的捐款情况也获得了蒋介石先生的全国通告特令嘉奖。蒋介石连连称赞：“自贡在国防经济上站在第一等位置！”
抗日战争全面爆发后，成千上万的儿童成了孤儿，需要救济。自贡市儿童保育院于1938年9月由当时川康盐局奉命筹设，由留美硕士胡淳五任院长。院址设在贡井井神庙、天后宫、天池寺三处，由市政筹备处及自贡东西两盐场公署协助办理。位于自贡市贡井天后宫的第六保育院是全川最大的一个保育院，收留了一千个难童。自贡市儿童保育院成立以后，蒋夫人宋美龄和她的姊姊宋霭龄、宋庆龄三人曾来自贡视察过自贡市保育院及自流井静宁寺国立东北中山中学等、慰问难童。直到抗战胜利后，被收留的难童分几批被送返回家。
抗战时期，中国一度物价暴涨、法币贬值，国民政府决定进行宏观调控。由于自贡特殊的经济地位，国民党中央决定在自贡设立“经济检察队”（简称“经检队”）直隶行政院经济会议秘书处，专门由中统、军统、三青团三个方面会同组成。民国三十年夏，中统局的齐耀荣到自贡市撵走了军统和三青团，独揽自贡经检队大权，由中统包办。此后，中统自贡调统室以统一领导、步调一致为名，呈准中统局，改组自贡调统室，脱离四川省调统室的领导，升格为中统局直辖，与省级平行。民国三十年冬，中统局局长徐恩到中统局直辖自贡市区视察〔亦参观盐场，同行有国民党中央委员赖琏）， 对近百名中统人员点名训话。自贡市经检队的设立和中统局对自贡市的直辖，实际上标志着自贡市从“省辖市”实际上升格为“中央局辖市”，仅次于“中央院辖市”，直接接受行政院的机关领导。在政治上相当于副省级地位，并且在某些方面具有省级的权力。
1941年12月，太平洋战争爆发，中国政府编组远征军进入印缅对日作战。1943年，自贡有137名学生参加青年中国远征军；1944年又有570名青年参加了青年远征军。据不完全统计，自贡这座当时仅22万人口的城市，就有近3万人志愿从军直奔抗战的正面战场。据《中华民国忠烈将士姓名录》记载，八年抗战中在淞沪会战、武汉会战、台儿庄大战、长沙保卫战、怒江战役、印缅战场等牺牲的“自贡籍”官兵有1,942人。
民国34年（1945年）八月九日，日本宣布无条件投降，消息传到自贡，家家狂欢，市上爆竹售销一空，商店住户烛光辉煌，各社团相继以锣鼓奏趣，无锣鼓者执铜铃摇街过户。根据行政院的统计数据，抗战胜利后的自贡市为中国第19大城市，达到鼎盛时期，政治地位和经济地位空前显赫。这样的城市，对发展期望也信心满满。1940年代，就有人开始规划它的大城市远景，邱致中草拟了一份《川康经济建设计划》，拟使自贡成为四川区的工业中心，自贡工业中心囊括四川西南部整个区域的32个县市，如群星拱卫般地围绕自贡开发盐、铁、煤、绵毛纺织、丝织、酸碱化工、机械运输等业。引起了广泛的重视。
民国35年（1946年），国共内战爆发，国民党、民社党、青年党的领袖经常在大后方自贡召开“三党联系会”，商议“戡乱应变”计划，俨然成为“小陪都”。然而，時任市長甘绩丕其實是中共安插到國民黨內部的間諜。甘上任後就積極配合中共的所謂“和平解放”工作。
还都南京后的国民政府，在掌控了中央金库和四大家族利益的两淮盐商面前，颁布命令让淮盐重新进入两湖，川盐退回原先的运销区，自贡的黄金时代就此终结。早在1945年，侯策名、熊佐周、罗筱元等七人就倡议组织四川盐业公司，欲将自贡两大盐场合二为一，为抗战后的川盐谋求一条出路。随后自流井东盐场的王绩良、王德谦等组成“西南盐业公司”，西场贡井盐场的余述怀等组成“中华盐业公司”，相互竞争。1946年末，法币贬值日益加剧，四川盐业公司所集股本、投放子金，远远不敷贬值，损失惨重。西南、中华两公司也遭同样的惨败下场。
1948年七月，钮建霞新任川康盐务局局长，召集自贡场运两商开会，传达当局“扶淮抑川”政策，在会上他宣布即日起停止官收。当时恶性通胀，子金（利息）三日一滚，甚至一日一滚，因此运商不愿购盐，官收又停，井灶收入来源枯竭。自贡盐商即刻由放款者变为贷款者，负债累累。法币改金元券后，停止办理押汇，自贡盐运基本陷入雍痪运商在销岸卖出一担盐的价款，不够在场重置等量盐斤，加以湘楚广大地区为低价淮盐上运大量冲销，运商手中所持资金的票额越来越大，但实际购买力却越来越小，每况愈下。到1949年4月南京沦陷后，时局更加混乱，逼得自贡盐商聚头商议“集体清账”。由于市长甘绩丕对盐商的威胁才把倒账风波压制下去。
1949年12月3日，解放军進駐川南。1949年12月4日午后5时，解放军到达富顺县的邓关。甘绩丕与国民政府警备司令部杨续云副司令决定，派徐至诚作为代表向解放军投诚。12月4日晚上，解放军已经过了沿滩。12月5日上午10点，解放军第二野战军三兵团十军二十八师八十三团到达富顺县城东街，渡过沱江，占领了富顺县城。5日晚23点，解放军先头部队在中共地下党员的引导下，进抵东兴寺，突过洋灰桥。12月6日凌晨1时，在洋灰桥进城的滨江路上，中共军队从自流井滨江路到达中華民國自貢市政府，甘绩丕率政府机关、警备司令部、警察局及商会代表接应中共军队。甘绩丕发表公开信，声明起义，至此，自贡市被中共政权和平接管。中共接管自贡后，建立自贡市军管委。這場政治變動非常迅速和平，在自贡政變后，國民黨因不知道自貢市已经沦陷了，还有国民党残余部队二、三百人撤退至自貢市大山铺，中共缴械了国民党残部。

## 中华人民共和国时期
1950年1月，中华人民共和国中央人民政府将四川省划分为川南、川北、川东、川西四个行署，四行署与重庆市、西康省、云南省、贵州省，均直属于西南行政区。川南行署始驻自贡，后迁至泸州。自贡市辖第一至第五区。1952年，四川省恢复设立，自贡市改由四川省直辖。1953年，自贡市第一、二、三区分别更名自流井、贡井、大坟堡3区；第四、五区合设郊区。1955年，大坟堡区更名大安区。
1958年初，中共四川省委第一次党代会作出的“充分利用盐卤、天然气资源，把自贡建设成为化学工业基地”的决议，中共自贡市委提出“跨上千里马，奔向化工城”的奋斗口号，开展全民大办化工运动，掀起了全面建设化工城的热潮。1958年的“建设化工城”，自贡实现了第一次产业结构调整，制盐业开始向化工领域延伸。兴建了鸿鹤化工厂、邓关盐厂和自贡炭黑厂，扩建了自贡张家坝制盐化工厂等13户企业。自贡炭黑厂槽法炭黑工程竣工投产。与此同时，自贡市化工生产也取得了骄人成就，如张家坝制盐化工厂的氯化钡实现出口，产品质量超过英国一级品，达到世界一流水平；自贡化工厂溴素回收率达到96%，超过当时美国水平；自贡天然气综合利用实验站的稀乙炔浓度为6.12%，达到当时国际先进水平。1959年建成的邓关盐厂，是中共政府建立的第一座也是唯一一座大型盐厂。1959年8月，省政府将富顺县永安区全部及沿滩区、永年区各一部分，荣县的荣边，宜宾的农团、漆树、仲权等共13个人民公社划归自贡市管辖。
据统计，1960年全市化工产品由1957年的8种发展到60种；1960年全市化工产值占盐业（含化工）总产值的比重由1957年的22.46%提高到83.89%，成为继盐业之后自贡的又一大支柱产业。1965年，自贡市化工产值达3,602.3万元，为1952年的31倍。自贡以盐业为主的轻化工产业扩展到重化工领域。张家坝制盐化工厂生产的氯化钡出口英国；纯碱、烧碱等数十种化工产品问世；国产二氯甲烷诞生等等。这段时期，刘少奇、邓小平、陈毅、贺龙、聂荣臻、董必武等中央领导人分别视察自贡，其规格之高、人数之众、密度之频繁，足见当时自贡市工业地位的举足轻重。
1965年，自贡以开放的胸怀迎来了“三线建设”，推进了自贡第二次产业结构调整。随着东方锅炉、长征机床、自贡硬质合金、晨光化工研究总院、炭黑工业研究设计所、地质部第七普查大队、高压阀门厂、四川平板玻璃厂、华东化工学院（现为华东理工大学）等21家企事业单位从北京、上海、天津、东北等地的内迁，以及与之配套的相关建设完工，自贡单一的盐化工产业又增加了机械、建材、冶金等产业，初步形成了多门类工业体系。第二产业生产总值1965年首次超过第三产业达9,697万元，1975年又超过第一产业达16,837万元。
1972年3月，地质部第二普查大队在大山铺万年灯地区发现恐龙尾椎化石。大山铺恐龙化石群的发现，提升了自贡的知名度，为把自贡建成旅游城市和旅游目的地创造了重要条件。同时，国家批准就地建设恐龙博物馆，成为当时东半球唯一的恐龙博物馆。
1979年，中央将原内江地区的荣县划归自贡市管辖；1983年，又将原宜宾专区的富顺县划归自贡市管辖，同年，自贡市郊区更名沿滩区。至此，形成了自贡市域面积四区两县的行政区划。1979年至1988年，是自贡经济特别是工业经济发展的鼎盛期。三线建设从外地迁入了一批机械、轻工、冶金企业和科研院所，使自贡的机械、轻工成为实力较强的产业，经济总量在四川省排名第三，仅次于成都市和重庆市。1979年7月，自流井的三个公社又划归大安区，自流井区成为纯城市区。
1986年11月30日，自贡市被批准为对外开放城市，12月8日，自贡市被国务院颁布为第二批“中国历史文化名城”。自贡市成为“中国历史文化名城”是社会对自贡城市魅力的充分认可:也是自贡城市的一张亮丽名片。从1987年开始，自贡市将自贡灯会正式命名为“自贡国际恐龙灯会经贸交易会”，首届自贡国际恐龙灯会经贸交易会于1987年1月20日至3月10日举办。
90年代以来，自贡工业经济陷入了困境，尤以盐业最为突出，严重制约和影响了经济发展与社会稳定。1995年，自贡爆发了史上最严重的经济危机。从1995年至1999年经济连续五年负增长，盐业连续八年亏损，工业经济总量由1988全省（包括未直辖的重庆市）第3位后退到1999年第8位。90年代是自贡“失去的十年”，正式失去了清末民初（20世纪初期）建立起来的“蓉（成都）、渝（重庆）、井（自贡）”三足鼎立的格局，甚至开始与新兴城市发展差距扩大。在以经济发展为中心的基本路线下，自贡市领导不再任四川省委常委。另外，官僚化、腐败化因素也成为当时导致社会矛盾对立突出的重要导火索。
1997年6月27日，自贡遭遇百年不遇的特大暴雨洪涝灾害。15个小时内，市区降水总量达到301.1毫米，釜溪河超过警戒水位5.78米，淹没滨江路达31小时。市区水、电、气、通信中断，工业企业全面停产，城乡房屋倒塌1.93万间，大片农作物被洪水淹没，市场、商店、铺面被洪水冲淹，几千人被洪水围困，19人死亡，直接经济损失达11亿元以上。
1998年，经济衰退更加严重，社会矛盾不断激化。全市各类停产半停产企业达316户，亏损企业137户，亏损面55%，亏损额2.41亿元。下岗职工达8万多人，相当一批企业拖欠职工工资、下岗职工生活费和离退休职工养老金，部分困难企业职工上街阻断交通、围堵党政机关等事件频繁发生。随着大量企业出现倒闭、改制，大量工人下岗。工人生活困难，社会矛盾对立突出，爆发了多次示威抗议活动。
从清末民初动荡时代的第一个世纪之交到中国高速发展的第二个世纪之交，20世纪的百年自贡历史以辉煌与荣耀作为开端，以失落与沉寂作为结束。
进入21世纪，社会的不稳定因素依然存在。因公交公司腐败导致的2004年3.31重大车祸、汇维仕重大污染事件、汇东的圈地运动等社会和环境问题突出，出租车师傅和下岗职工堵街游行屡见不鲜。2009年自贡市纺织厂近千人职工罢工游行，在市政府门前示威。2011年3月22日，“日记门”事件揭开了自贡市官场的惊天腐败黑幕。
在“十一五”期间，自贡市坚持走新型工业化道路，实施工业强市战略，以承接产业转移为契机，加强对外区域经济合作，逐渐形成以机械、盐化、新材料三大优势产业为主，兼有电子、冶金、轻工、纺织、建材等门类齐全、综合性的工业经济体系，自贡工业经济步入快速发展的轨道，成为全省综合加工制造能力最强的地区之一，进入了新世纪恢复发展阶段。同时，自贡开始了大城市发展战略。
2011年，自贡高新区成功升级为国家高新技术产业开发区。2016年，自贡东部新城开始建设。
2019年2月25日，自贡荣县发生4.9级地震，共造成2人死亡，另有12人受伤（其中3人重伤）。